# 제5여단 (육상자위대)
제5여단(일본어: 第5旅団 다이 고 료단[*])은 육상자위대 북부방면대 예하 여단이다. 3개의 대대급 보통과 연대를 예하부대로 두고 있으며, 홋카이도 오비히로시, 오비히로 주둔지에 주둔하고 있다.

## 역사
1954년 12월, 경찰예비대 "제5관구"(일본어: 第5管区 다이 고 칸구[*]) 총감부로서 창설되어, 1962년 1월 18일, 제5사단으로 개편되었다.
2004년 3월 29일, 여단으로 감축되고 7년 뒤, 2011년 3월 종합 근대화 여단으로 개편되었다. 예하 2개 보통과연대의 각 제4중대를 해체, 제4보통과연대 4중대가 북부방면 혼성단 예하 제52보통과연대 3중대로 개편되었다. 제5전차대는 대대로 축소, 제5대함정대전차중대가 해체되었다.

## 편제
- 여단 사령부 - 오비히로 주둔지
- 제4보통과연대 - 오비히로 주둔지
- 제6보통과연대 - 비호 주둔지
- 제27보통과연대 - 구시로 주둔지
- 제5후방지원대 - 오비히로 주둔지
- 제5전차대대 - 시카오이 주둔지
- 제5고사특과중대 - 오비히로 주둔지
- 제5비행대 - 오비히로 주둔지
- 제5설비대 - 오비히로 주둔지
- 제5음악대 - 오비히로 주둔지
- 제5정찰대 - 베쓰카이 주둔지
- 제5통신대 - 오비히로 주둔지
- 제5특과대 - 오비히로 주둔지